# AMD Piledriver
AMD Piledriver je procesorová mikroarchitektura vyvinutá společností Advanced Micro Devices (AMD) coby nástupce architektury AMD Bulldozer. Primárně je určena pro trh desktopů, serverů a mobilních zařízení.
Změny jsou z velké části rozšíření Bulldozeru – Piledriver používá stejný návrh modulu s vylepšení předvídání větvení a plánovače aritmeticko-logické jednotky, stejně jako optimalizace výkonu. Ve výsledku byly zvýšeny pracovní frekvence o 8–10 % a okolo 15 % ve výkonnostní charakteristice. Například FX-9590 je o 30–35 % rychlejší než FX-8150 založené na Bulldozeru.
Procesory založené na mikroarchitekruře Piledriver byly poprvé představeny 15. května 2012 s APU s kódovým jménem Trinity – řadou pro mobilní trh. APU řady FX cílené do desktopů následovaly na začátku října 2012. Procesory pro servery řady Opteron založené na Piledriveru byly oznámeny v prosinci 2012.
Procesory architektury Piledriver se vyrábějí 32nm výrobní technologií. Jejich základní instrukční sada je AMD64 a pasují do socketů AM3+, FM2, FS1r2 a FP2. Procesová jádra této architektury mohou být buď AMD APU, AMD FX nebo Opteron. Na začátku roku 2014 byl uveden nástupce Piledriveru, AMD Steamroller, který přešel na 28 nm výrobní proces.

## Vylepšení
Piledriver oproti architektuře Bulldozer má:
- vyšší pracovní frekvence
- nižší výkonnostní spotřebu
- typicky nižší zahřívání
- vylepšení v IPC (instructions per clock)
- Turbo Core 3.0
- rychlejší IMC (integrated memory controller)
- vylepšený prefetching a branch prediction (předpovídání skoků v kódu)
- vylepšenou organizaci výpočtů v celých číslech a číslech s Plovoucí řádovou čárkou
- podporu AVX 1.1 (Advanced Vector Extensions),[6][7] FMA3, FMA4, F16C, BMI1 a instrukcemi TBM (Trailing Bit Manipulation instructions)
- větší L1 TLB (translation lookaside buffers) a vylepšení ve výkonnosti úrovně L2
- přepínání hard-edge flip-flops pro snížení spotřeby
- Cyclos resonant clock mesh technology[8]
- TDP od 17 do 220 W
- možnosti přetaktování – bylo zaznamenáno úspěšné přetaktování FX-8350 na 8,79 GHz.[9]

## Procesory

### Desktopový trh
| Model     | CPU            | CPU      | CPU        | CPU      | CPU      | GPU      | GPU         | GPU      | TDP    | Paměť     | Turbo Core | Patice |
| Model     | Modulů (jader) | Kmitočet | Max. Turbo | L2 Cache | L3 Cache | Model    | Konfigurace | Kmitočet | TDP    | Paměť     | Turbo Core | Patice |
| --------- | -------------- | -------- | ---------- | -------- | -------- | -------- | ----------- | -------- | ------ | --------- | ---------- | ------ |
| FX-9590   | 4 (8)          | 4,7 GHz  | 5,0 GHz    | 4 × 2 MB | 8 MB     | N/A      | N/A         | N/A      | 220 W  | DDR3-2133 | Yes (3.0)  | AM3+   |
| FX-9370   | 4 (8)          | 4,4 GHz  | 4,7 GHz    | 4 × 2 MB | 8 MB     | N/A      | N/A         | N/A      | 220 W  | DDR3-1866 | Yes (3.0)  | AM3+   |
| FX-8350   | 4 (8)          | 4,0 GHz  | 4,2 GHz    | 4 × 2 MB | 8 MB     | N/A      | N/A         | N/A      | 0125 W | DDR3-1866 | Yes (3.0)  | AM3+   |
| FX-8320   | 4 (8)          | 3,5 GHz  | 4,0 GHz    | 4 × 2 MB | 8 MB     | N/A      | N/A         | N/A      | 0125 W | DDR3-1866 | Yes (3.0)  | AM3+   |
| FX-8300   | 4 (8)          | 3,3 GHz  | 4,2 GHz    | 4 × 2 MB | 8 MB     | N/A      | N/A         | N/A      | 095 W  | DDR3-1866 | Yes (3.0)  | AM3+   |
| FX-6350   | 3 (6)          | 3,9 GHz  | 4,2 GHz    | 3 × 2 MB | 8 MB     | N/A      | N/A         | N/A      | 125 W  | DDR3-1866 | Yes (3.0)  | AM3+   |
| FX-6300   | 3 (6)          | 3,5 GHz  | 4,1 GHz    | 3 × 2 MB | 8 MB     | N/A      | N/A         | N/A      | 095 W  | DDR3-1866 | Yes (3.0)  | AM3+   |
| FX-4350   | 2 (4)          | 4,2 GHz  | 4,3 GHz    | 2 × 2 MB | 8 MB     | N/A      | N/A         | N/A      | 125 W  | DDR3-1866 | Yes (3.0)  | AM3+   |
| FX-4320   | 2 (4)          | 4,0 GHz  | 4,2 GHz    | 2 × 2 MB | 4 MB     | N/A      | N/A         | N/A      | 095 W  | DDR3-1866 | Yes (3.0)  | AM3+   |
| FX-4300   | 2 (4)          | 3,8 GHz  | 4,0 GHz    | 2 × 2 MB | 4 MB     | N/A      | N/A         | N/A      | 095 W  | DDR3-1866 | Yes (3.0)  | AM3+   |
| A10-6800K | 2 (4)          | 4,1 GHz  | 4,4 GHz    | 2 × 2 MB | N/A      | HD 8670D | 384:24:8    | 844 MHz  | 100 W  | DDR3-2133 | Yes (3.0)  | FM2    |
| A10-6700  | 2 (4)          | 3,7 GHz  | 4,3 GHz    | 2 × 2 MB | N/A      | HD 8670D | 384:24:8    | 844 MHz  | 65 W   | DDR3-1866 | Yes (3.0)  | FM2    |
| A10-5800K | 2 (4)          | 3,8 GHz  | 4,2 GHz    | 2 × 2 MB | N/A      | HD 7660D | 384:24:8    | 800 MHz  | 100 W  | DDR3-1866 | Yes (3.0)  | FM2    |
| A10-5700  | 2 (4)          | 3,4 GHz  | 4,0 GHz    | 2 × 2 MB | N/A      | HD 7660D | 384:24:8    | 760 MHz  | 065 W  | DDR3-1866 | Yes (3.0)  | FM2    |
| A8-6600K  | 2 (4)          | 3,9 GHz  | 4,2 GHz    | 2 × 2 MB | N/A      | HD 8570D | 256:16:8    | 844 MHz  | 100 W  | DDR3-1866 | Yes (3.0)  | FM2    |
| A8-6500   | 2 (4)          | 3,5 GHz  | 4,1 GHz    | 2 × 2 MB | N/A      | HD 8570D | 256:16:8    | 800 MHz  | 065 W  | DDR3-1866 | Yes (3.0)  | FM2    |
| A8-5600K  | 2 (4)          | 3,6 GHz  | 3,9 GHz    | 2 × 2 MB | N/A      | HD 7560D | 256:16:8    | 760 MHz  | 100 W  | DDR3-1866 | Yes (3.0)  | FM2    |
| A8-5500   | 2 (4)          | 3,3 GHz  | 3,7 GHz    | 2 × 2 MB | N/A      | HD 7560D | 256:16:8    | 760 MHz  | 065 W  | DDR3-1866 | Yes (3.0)  | FM2    |
| A6-6400K  | 1 (2)          | 3,9 GHz  | 4,1 GHz    | 1 MB     | N/A      | HD 8470D | 192:12:4    | 800 MHz  | 065 W  | DDR3-1866 | Yes (3.0)  | FM2    |
| A6-5400K  | 1 (2)          | 3,6 GHz  | 3,8 GHz    | 1 MB     | N/A      | HD 7540D | 192:12:4    | 760 MHz  | 065 W  | DDR3-1866 | Yes (3.0)  | FM2    |
| A4-5300   | 1 (2)          | 3,4 GHz  | 3,6 GHz    | 1 MB     | N/A      | HD 7480D | 128:8:4     | 723 MHz  | 065 W  | DDR3-1866 | Yes (3.0)  | FM2    |
| A4-4000   | 1 (2)          | 3,0 GHz  | 3,2 GHz    | 1 MB     | N/A      | HD 7480D | 128:8:4     | 723 MHz  | 065 W  | DDR3-1866 | Yes (3.0)  | FM2    |

Poznámka: přípona K značí „nezamčené“ procesory série A.

### Mobilní trh
| Model     | CPU            | CPU      | CPU        | CPU      | GPU      | GPU         | GPU      | GPU     | TDP  | Paměť     | Patice |
| Model     | Modulů (jader) | Kmitočet | Max. Turbo | L2 Cache | Model    | Konfigurace | Kmitočet | Turbo   | TDP  | Paměť     | Patice |
| --------- | -------------- | -------- | ---------- | -------- | -------- | ----------- | -------- | ------- | ---- | --------- | ------ |
| A10-5750M | 2 (4)          | 2,5 GHz  | 3,5 GHz    | 2 × 2 MB | HD 8650G | 384:24:8    | 533 MHz  | 720 MHz | 35 W | DDR3-1866 | FS1r2  |
| A10-4600M | 2 (4)          | 2,3 GHz  | 3,2 GHz    | 2 × 2 MB | HD 7660G | 384:24:8    | 496 MHz  | 685 MHz | 35 W | DDR3-1866 | FS1r2  |
| A8-5550M  | 2 (4)          | 2,1 GHz  | 3,1 GHz    | 2 × 2 MB | HD 8550G | 256:16:8    | 554 MHz  | 720 MHz | 35 W | DDR3-1866 | FS1r2  |
| A8-4500M  | 2 (4)          | 1,9 GHz  | 2,8 GHz    | 2 × 2 MB | HD 7640G | 256:16:8    | 496 MHz  | 685 MHz | 35 W | DDR3-1866 | FS1r2  |
| A6-5350M  | 1 (2)          | 2,9 GHz  | 3,5 GHz    | 1 MB     | HD 8450G | 192:12:4    | 533 MHz  | 720 MHz | 35 W | DDR3-1600 | FS1r2  |
| A6-4400M  | 1 (2)          | 2,7 GHz  | 3,2 GHz    | 1 MB     | HD 7520G | 192:12:4    | 496 MHz  | 685 MHz | 35 W | DDR3-1600 | FS1r2  |
| A4-5150M  | 1 (2)          | 2,7 GHz  | 3.3 GHz    | 1 MB     | HD 8350G | 128:8:4     | 514 MHz  | 720 MHz | 35 W | DDR3-1600 | FS1r2  |
| A4-4300M  | 1 (2)          | 2,5 GHz  | 3,0 GHz    | 1 MB     | HD 7420G | 128:8:4     | 480 MHz  | 655 MHz | 35 W | DDR3-1600 | FS1r2  |
| A10-5757M | 2 (4)          | 2,5 GHz  | 3,5 GHz    | 2 × 2 MB | HD 8650G | 384:24:8    | 533 MHz  | 720 MHz | 35 W | DDR3-1600 | FP2    |
| A10-5745M | 2 (4)          | 2,1 GHz  | 2,9 GHz    | 2 × 2 MB | HD 8610G | 384:24:8    | 533 MHz  | 626 MHz | 25 W | DDR3-1333 | FP2    |
| A10-4655M | 2 (4)          | 2,0 GHz  | 2,8 GHz    | 2 × 2 MB | HD 7620G | 384:24:8    | 360 MHz  | 496 MHz | 25 W | DDR3-1333 | FP2    |
| A8-5557M  | 2 (4)          | 2,1 GHz  | 3,1 GHz    | 2 × 2 MB | HD 8550G | 256:16:8    | 515 MHz  | 720 MHz | 35 W | DDR3-1600 | FP2    |
| A8-5545M  | 2 (4)          | 1,7 GHz  | 2,7 GHz    | 2 × 2 MB | HD 8510G | 256:16:8    | 450 MHz  | 554 MHz | 19 W | DDR3-1333 | FP2    |
| A8-4555M  | 2 (4)          | 1,6 GHz  | 2,4 GHz    | 2 × 2 MB | HD 7600G | 384:24:8    | 320 MHz  | 424 MHz | 19 W | DDR3-1333 | FP2    |
| A6-5357M  | 1 (2)          | 2,9 GHz  | 3,5 GHz    | 1 MB     | HD 8450G | 192:12:4    | 533 MHz  | 720 MHz | 35 W | DDR3-1600 | FP2    |
| A6-5345M  | 1 (2)          | 2,2 GHz  | 2,8 GHz    | 1 MB     | HD 8410G | 192:12:4    | 450 MHz  | 600 MHz | 17 W | DDR3-1333 | FP2    |
| A6-4455M  | 1 (2)          | 2,1 GHz  | 2,6 GHz    | 1 MB     | HD 7500G | 256:16:8    | 327 MHz  | 424 MHz | 17 W | DDR3-1333 | FP2    |
| A4-5145M  | 1 (2)          | 2,0 GHz  | 2,6 GHz    | 1 MB     | HD 8310G | 192:12:4    | 424 MHz  | 544 MHz | 17 W | DDR3-1333 | FP2    |
| A4-4355M  | 1 (2)          | 1,9 GHz  | 2,4 GHz    | 1 MB     | HD 7400G | 192:12:4    | 327 MHz  | 424 MHz | 17 W | DDR3-1333 | FP2    |

### Serverový trh
Dokumenty AMD roadmap pro rok 2014 počítají pro servery s procesorem založeným na Piledriveru označený Warsaw s až 16 jádry.